# Відеоігрова журналістика

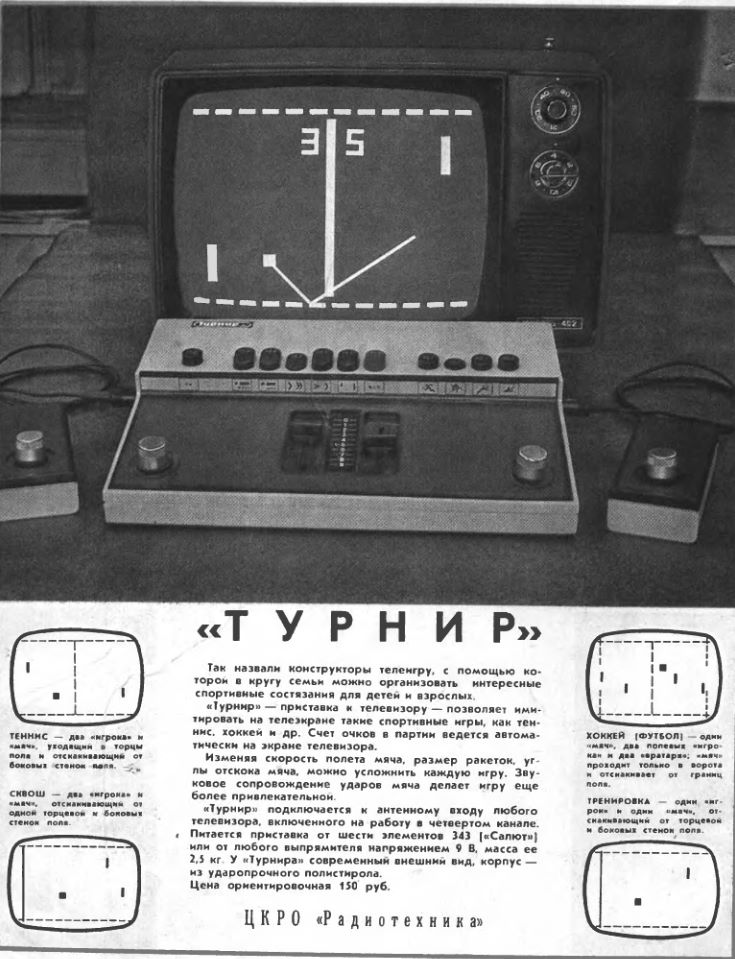
Уривок зі статті "Домашні телегри, "опублікованій в журналі «Радіо» (№ 10 / 1977)

Відеоігрова журналістика — це вид журналістики, націлений на опис та обговорення відеоігр. Основою цього виду журналістики становлять матеріали: анонс, рецензія, превью, огляд та проходження. Відеоігрова журналістика має свою специфічну аудиторію — геймерів (люди, які полюбляють відеоігри).

### Історія вітчизняної відеоігрової (ігрової) журналістики
Вітчизняна преса почала писати про відеоігри приблизно тоді ж, коли вони стали з'являтися в усьому світі. Але між першою публікацією і появою спеціалізованих журналів пройшло п'ятнадцять років. Першою публікацією став уривок зі статті "Домашні телегри", опублікованій в журналі «Радіо» (№ 10 / 1977). Журналіст, використовуючи матеріали американської преси, розповідає про ігрових приставках першого покоління, в яких не було мікропроцесорів і змінних носіїв з іграми, а вся електроніка розташовувалася на найпростіших схемах. У статті описаний типовий ігровий процес, наведена статистика популярності, перераховані деякі фірми-виробники і трохи розказано про другому поколінні ігрових приставок, яке тоді тільки-тільки зароджувалося — зрозуміло, в межах США. В огляді описана і функціональна схема однієї з численних «телегри», Odyssey 200.
Кореспонденту журналу «Радіо» довелося пограти в прототип першої радянської ігрової приставки «Турнір» — практично повної копії Odyssey 200. опублікував свої враження в журналі «Наука і життя» (№ 4 / 1978). Нічого особливого в ній не було, до того ж перший час він коштував півтори зарплати радянського інженера і був випущений обмеженим тиражем — за 4 роки зібрали лише 20 тисяч приставок на країну в 240 мільйонів чоловік.
Перша вітчизняна «телегра» мала невеликі замітки в мейнстрімових виданнях і реклами в «Радіо», а незабаром просунуте населення розібралося в принципі роботи «Турніру» і почало збирати власні варіанти. Через кілька років журнал «Моделіст-конструктор» виявився завалений принциповими схемами і посібниками, в яких радіоінженери вчили ентузіастів самостійно паяти «телегри» в домашніх умовах. Втім, оцінювати якість кустарної продукції радянські рецензенти не брались.

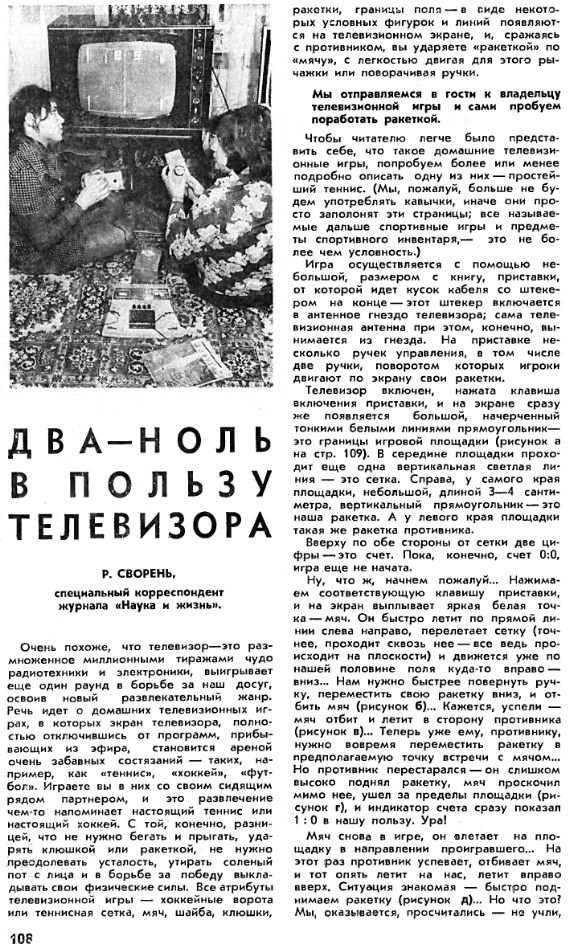
Захоплення на зображенні належать працівникові «Радіо», який опублікував свої враження в журналі «Наука і життя» (№ 4 / 1978). Кореспонденту довелося пограти в прототип першої радянської ігрової приставки «Турнір» — практично повної копії Odyssey 200.

У самий розпал перебудови слухач Ленінградського Військово-Механічного Інституту Олександр Дубовицький дізнався від польських студентів, що у них на батьківщині видається журнал «Komputer», в якому пишуть про комп'ютерні ігри. Але виявилося, що у вільному доступі знайти журнал неможливо, оформити підписку нереально, а подаровані студентами номера швидко закінчилися. Олександр написав в польську редакцію «Komputer» лист про те, як складно знайти в СРСР періодичну літературу про домашні комп'ютери, і що він із задоволенням читає їх прекрасне видання.
Історія українського ігрожура нерозривно пов'язана з розвитком кіберспортивного ком'юніті, яке, звичайно, найактивніше процвітало в Києві. Як згадує Олександр «ZeroGravity» Кохановський, його напівпрофесійна кіберспортивного кар'єра почалася в 1999 році, в тодішньому клубі «Арена», де збиралися любителі Quake 2, StarCraft: Brood War. Counter-Strike, згодом став всенародним шутером, тоді ще не вийшов. Гроші на той момент були не так важливі, як ідея спільності, створення згуртованого співтовариства за інтересами. Коли стало ясно, що одних зборів в клубах мало, з'явилася необхідність в якийсь майданчику, яка могла б об'єднувати всіх.
2001 рік став для українського кіберспорту відправною точкою. Компанія Samsung вирішила провести великий світовий чемпіонат World Cyber Games відразу за кількома ігровим дисциплін (Quake 3, Counter-Strike 1.6, StarCraft: Brood War і так далі), серед учасників були в тому числі гравці з України (для цього відбіркові змагання проводилися по всій країні). На хвилиночку, в кваліфікаціях на світовий чемпіонат, що проходили в підвальному комп'ютерному клубі десь в спальному районі столиці, брало участь 84 команди. WCG вдихнув нове життя в українське кіберспортивного співтовариство, пішли інші чемпіонати, стали системотворчими: гравці почали об'єднуватися в команди, цілеспрямовано тренуватися в певних дисциплінах, брати участь в змаганнях. Природно, навколо цього руху накопичилося безліч інформації, великі компанії почали бачити в ігровій аудиторії потенціал — і це привело до появи медіамайданчиків.
У тому ж переломному 2001 року з'явився журнал «Шпиль», Який був цілком і повністю присвячений ігровим дисциплін. «Шпиль» був унікальним виданням, в першу чергу тим, що запам'ятався своїми рецензіями, в яких проглядалось звернення до читача на «ти» і фірмовий неповторний стьоб. Навіть знаменитий девіз журналу («Ми з тобою однієї крові») зайвий раз підкреслює його стиль: стерти кордони між читачем і автором тексту, а не робити сухих, «канцелярських» оглядів на ігри, а передати максимум життя.
Згодом у «Шпиля» з'явився конкурент: глянсовий щомісячник GamePlay, який виходив п'ять років, з 2005-го по 2010-й. Цей журнал був набагато більш традиційним за форматом і стилю. Починався він з новин ігрового світу і так званих превью — інформації про підготовлювані до виходу проектах від розробників. Далі, як і в інших журналах, йшла якась тема номера та інтерв'ю з «головними людьми індустрії», блок з рецензіями на що вийшли іграшки, огляд інтернету і кінцівка журналу, має назву «Різне». Втім, потрібно відзначити, що саме в період існування GamePlay розквітнув талант Сергія Галёнкіна, суперзірки українського ігрожура, а в числі редакторів журналу значився Ярослав Сингаївський, теж досить знакова фігура цієї вкрай нішевої журналістики.

Випуски «Шпілю» 2005 року

Був (і до цих пір існує і оновлюється, на відміну від «Шпиля» і GamePlay) у вітчизняного кіберспорту і офіційний мережевий рупор, сайт GameInside, який теж стояв біля витоків, запустити в 2002 році. Це видання в усі часи залишалося некомерційним проектом, що, звичайно, заважало йому конкурувати з іншими російськомовними проектами про ігри, але при цьому сайт пережив навіть суворі часи, коли історія української ігрової журналістики закінчилась. GamePlay закрився ще в 2010 році, «Шпиль» тримався довше, але закрився в 2015-му.

### Структура відеоігрових журналістських матеріалів
Одним із найпопулярніших жанрів в ігровій журналістиці — це рецензія. Головна задача рецензії — оцінити продукт, тому кожний критичний відгук будується із аргументованих блоків.
Будь-який огляд на відеогру також містить структурний інваріант представляє собою трехчастную матрицю: вступна частина, основна частина і висновок. Початкова частина огляду на гру перші 2 абзаци містить інформацію про історію створення відеоігри. Якщо дана гра не є першою в серії, журналіст повідомляє про витоки рецензованої ігрової серії. В основній частині автором рецензії "розгортається сюжет відеоігри без розкривають інтригу моментів. У грі ці моменти називаються спойлерами. Також повідомляється про якість сценарної роботи і геймплеї. Обов'язковою виступає критичний аналіз технічної якості відеоігри: графіки, аудіоефектів, інтерфейсу, музичного супроводу, управління та оптимізації. В кінці основної частини обов'язково наводиться порівняння з іншими подібними іграми. У цьому блоці підкреслюються гідності і унікальність даної гри або вказуються недоліки рецензованого продукту.
Заключна частина професійного огляду на гру є підведення підсумків аналізу і містить приховану оцінку продукту. Журналісти свідомо уникає відкритої оцінки для того, щоб, з одного боку, дозволити вирішувати читачеві. Але з іншого — просунути свою ідею.

### Кіберспортивна журналістика
Історія кіберспорту досить коротка, але характеризується постійними інтенсивними змінами як кіберспортивних дисциплін, так і самих турнірів. Незважаючи на те, що перші кіберспортивні дисципліни з'явилися ще в 70-х рр., до кінця 90-х цей вид спорту не набував високої популярності. Великі турніри в основному викликали інтерес до самої гри, комп'ютера або приставці. З кінця 1990-х рр. можна, можливо відзначити зростання і формування загальної концепції кіберспорту. Виросли призові фонди та кількість учасників, багаторазово зросла аудиторія. Кіберспорт, як і будь-який інший вид спорту з великими призовими фондами, має жорстку конкуренцію, вимагає високого професіоналізму гравців. Паралельно з процесом становлення і розвитку кіберспорт ставав об'єктом уваги традиційних і мережевих ЗМІ. масова популярність електронного спорту як сучасного феномену підтверджує гостру необхідність більш детального висвітлення кіберспортивної сцени. незважаючи на те, що електронний спорт давно тримає рекорд за кількістю переглядів в Інтернеті, вихід кіберспорту на майданчик традиційних ЗМІ є важливим індикатором не тільки розвитку кіберспортивної журналістики, а й прагненням до залучення нової аудиторії, що не знайомої з кіберспорту. На сьогоднішній день загальний обсяг аудиторії кіберспорту становить близько 350 млн чоловік. Однак 69-70 % аудиторії кіберспорту грає і дивиться тільки одну дисципліну — ту, що сподобається спочатку. Це означає, що шанувальника, наприклад, DotA2 не слід розглядати як потенційного глядача стрімів Fortnite і навпаки. Користувачі як правило запускають і дивляться тільки одну гру, а інші ігнорують. А за всіма дисциплінами одразу спостерігають за все 8 % аудиторії кіберспорту.
Так, наприклад, аудиторія карткових ігор віддасть перевагу серйозний аналітичний друкований контент, а аудиторія DotA 2 — розважальні індивідуальні онлайн-трансляції. Однак слід зазначити і загальні риси між усіма кіберспортивного дисциплінами: середній вік кіберспортивного фаната — від 17 до 25 років, це переважно чоловіки, найчастіше вони мають середню або вищу освіту. ця аудиторія мультикультурності, активна, має інтернет-тролів, залучена в кіберспорт. З огляду на всі викладені особливості аудиторії електронного спорту і їх дисциплін, кіберспортивний журналіст зможе вільніше орієнтуватися в виборі пріоритетного напрямку, в стилістиці і формі подачі матеріалів.

### Професійна етика ігрового журналіста
В журналістиці електронного спорту за період 2016—2019 рр. в електронних версіях таких видань, як Kotaku, BBC, EsportsMatrix, CyberSport.ru, Daily Mirror, Eurogamer, IGN, Eurosport, Esports Insider, Ігроманія, ESPN і студіях RuHub, Mindcast і StarLadder у були виявлені закономірності реакції аудиторії на ті чи інші порушення етичних норм професійній діяльності журналістів. Як у молодого жанру журналістики через низький залучення до діяльності професійних журналістів 53 % від загального обсягу публікацій містять ті чи інші етичні порушення, але з кожним роком цей відсоток зменшується. Кіберспортивні журналісти нерідко нехтують головними етичними принципами.[джерело?]

## Нова Відеоігрова Журналістика
Нова Відеоігрова Журналістика (англ. New Games Journalism, NGJ) — термін журналістики у відеоіграх, створений журналістом Кієроном Гілленом (англ. Kieron Gillen) у 2004 році, в якому особисті анекдоти, посилання на інші засоби масової інформації та творчий аналіз використовуються для дослідження ігрового дизайну, гри та культури. Це модель нової журналістики, що застосовується до журналістики відеоігор. Вперше маніфест Гіллена про NGJ був опублікований на неіснуючому вже державному форумі / вебсайті - спільноті гравців відеоігор, які часто займалися обговоренням та аналізом свого хобі, звідки з’явився анекдотичний твір «Bow Nigger». Гіллен наводить роботу як головне натхнення та приклад того, чого повинен досягти NGJ, а згодом цей твір було перевидано у британському виданні PC Gamer, журналі, з яким Гіллен має тісні професійні зв'язки.
Більшість статей NGJ не є оглядами ігор у традиційному розумінні. Натомість їх можна зрозуміти як аналогічні до тревел-журналістики, де оглядачі реагують на суб’єктивні враження, представлені їм ігровим світом, а також на взаємодію з іншими гравцями в Інтернеті, реальні події, пов’язані з ігровим процесом, та інші особисті переживання та анекдоти, які створити унікальну історію. Огляд не обов’язково вказує на досвід, який будь-який інший гравець матиме з грою, і навряд чи запропонує будь-які об’єктивні оціночні метрики щодо переваг чи недоліків гри. Натомість, увага зосереджується на суб’єктивному досвіді людини, котра грає у гру.